# Осберт (король Нортумбрии)
Осберт (англ. Osbeorht, Osberht, погиб 21 марта 867) — король Нортумбрии (848—867).

## Биография
Осберт занял королевский престол после убийства короля Этельреда II, сына Энреда. Точная дата гибелии Этельреда вызывает дискуссии, однако известно, что это произошло в 848 году.
О правлении Осберта известно мало. Живший в XI—XII веках английский хронист Симеон Даремский сообщал, что «…Осберт ограбил церкви в Уэргевурде и в Тиленмуте, похитив оттуда священные реликвии…». В «Истории монастыря Святого Куберта» это событие отнесено к году, предшествовавшему дате гибели короля. В 862 году Осберт объявил своего брата Элла II, называемого хронистами тираном и человеком необузданного характера, своим наследником и соправителем. Согласно сообщению Симеона Даремского, оба короля пали в битве под Йорком с викингами 21 марта 867 года, после чего Нортумбрия подчинилась созданному норманнами на севере Англии королевству Йорвик и вошла в Денло.